# Василь Лобжанідзе
Василь Лобжанідзе (груз. ვასილ ლობჟანიძე; нар. 14 жовтня 1996) — грузинський регбіст. Зараз він виступає за «Брів» у Топ-14 і збірну Грузії.
Лобжанідзе був включений до складу національної збірної на Чемпіонат світу з регбі 2015 року, а в матчі проти Тонги став наймолодшим регбістом, який коли-небудь грав на чемпіонаті світу.